# Gaio Antistio Vetere (console 50)
Gaio Antistio Vetere (in latino: Gaius Antistius Vetus; 18 circa – dopo il 50) è stato un magistrato e senatore romano, console dell'Impero romano.

## Biografia
Rampollo della famiglia gabina degli Antistii Veteres, ascesi al consolato per la prima volta nel 30 a.C. con il bisnonno di Gaio, Gaio Antistio Vetere, e al patriziato con il nonno di Gaio, Gaio Antistio Vetere console ordinario del 6 a.C., Gaio era figlio del console ordinario del 23 Gaio Antistio Vetere e di Sulpicia, figlia del console ordinario del 9 Quinto Sulpicio Camerino, da cui il fratello Camerino Antistio Vetere, console suffetto del 46, prese il cognomen pro praenomine. Suo zio era Lucio Antistio Vetere, console suffetto del 28, mentre suo fratello maggiore era Camerino Antistio Vetere, console suffetto del 46. Lucio Antistio Vetere, console ordinario del 55, è invece stato ricostruito come fratello di Gaio o come suo cugino, figlio dell'omonimo console del 28.
Entrato nel collegio sacerdotale dei salii Palatini nel 36 in quanto patrizio, l'unico incarico noto di Gaio è il suo consolato ordinario al fianco di Marco Suillio Nerullino da gennaio fino a forse giugno del 50. In realtà, il suo consolato è stato per lungo tempo frainteso a causa della lettura errata di un'epigrafe secondo cui egli, nel 50, sarebbe stato console per la seconda volta: un tale consolato sarebbe risultato alquanto anomalo rispetto alla politica di Claudio, e certo impossibile qualora il primo consolato di Gaio sia datato al marzo 46, dal momento l'Antistio Vetere console allora fu rapidamente sostituito da Quinto Sulpicio Camerino per morte o per rinuncia o per destituzione dovuta al dispiacere del princeps - una circostanza che renderebbe invero improponibile un secondo consolato. Del resto, il consolato del 46 è ormai saldamente attribuito al fratello di Gaio, Camerino Antistio Vetere: chiaramente la famiglia era in auge anche senza un secondo consolato per Gaio.
Dopo il suo consolato, Gaio scompare dalla storia; sembra però essere lui il padre di Gaio Antistio Vetere, console ordinario del 96.